# Карл фон Мансфелд-Хинтерорт
Карл фон Мансфелд-Хинтерорт (на немски: Karl/Carl von Mansfeld-Hinterort; * 1534; † 17 февруари 1599) е граф на Мансфелд-Хинтерорт.

## Биография
Той е петият син на граф Албрехт VII фон Мансфелд-Хинтерорт (1480 – 1560) и съпругата му графиня Анна фон Хонщайн-Клетенберг (ок. 1490 – 1559), дъщеря на Ернст IV фон Хонщайн-Клетенберг и Фелицитас фон Байхлинген.
Карл фон Мансфелд-Хинтерорт се жени на 28 октомври 1571 г. за графиня Магдалена фон Сайн (* 1542; † 7 септември/17 ноември 1599), дъщеря на граф Йохан IX фон Сайн († 1560) и графиня Елизабет фон Холщайн-Шауенбург († 1545). Бракът е бездетен.

## Галерия
- Резиденцията дворец Мансфелд
- Резиденцията дворец Мансфелд